# Assistante maternelle (statut)
Une assistante maternelle est une personne employée par des particuliers en vue d'accueillir de jeunes enfants particulièrement des jeunes enfants de moins de trois ans. Elles exercent à leur domicile ou, parfois, au sein d'une Maison d'assistantes maternelles (MAM) ou elle est employee au sein d'une creche familiale contrairement à la garde d'enfant à domicile (nourrice ou baby-sitter), qui exerce au domicile des parents. Elles ont un statut de salariées, mais relèvent du Code de l'action sociale et des familles et moins du code du travail . Quelques dispositions fondamentales pour la protection des droits des travailleurs ne leur sont pas applicables (durée du travail, smic, droit du licenciement, etc..) la médecine du travail ne leur a été accordé qu'en 2021 (ordonnance no 2021-611 du 19 mai 2021), pour une application effective prévue en janvier 2025.
Une nouvelle convention collective leur est applicable depuis le 1er janvier 2022. Elles sont représentées par des organisations professionnelles associatives ou syndicales dont l'existence a débuté en 1077(ufnafaam)

## Statut légal
Les rapports entre les particuliers employeurs et leur assistante maternelle sont régis par les articles L 421-1 à L 424-7 du Code de l'action sociale et des familles. L'article L 423-2 liste les dispositions du Code du travail applicables aux assistantes maternelles. Les principales sont celles relatives à la maternité, aux congés payés, au contrat à durée déterminée et au paiement du salaire.
Les autres spécificités propres aux assistantes maternelles sont stipulées dans la convention collective. La première a vu le jour en 2004, puis elle a été fusionnée avec celle des salariés du particulier employeur depuis le 1er janvier 2022 sous le nom de convention collective nationale des particuliers employeurs et de l'emploi à domicile. Les dispositions relatives aux assistantes maternelles en constituent la deuxième partie.

## Embauche
Les particuliers employeurs d'assistantes maternelles doivent effectuer les déclarations (embauche, éléments du bulletin de salaire, etc) auprès de la branche dédiée de l'URSSAF : Pajemploi.
L'assistante maternelle et l'employeur peuvent conclure, préalablement à l'embauche, un engagement réciproque. Il s'agit d'un document permettant de se mettre d'accord à l'avance sur une collaboration ultérieure. Si l'une des deux parties se désiste, elle devra verser à l'autre une contrepartie égale à un demi mois de salaire.
Jusqu'en 2021, les assistantes maternelles n'étaient pas soumises à la règlementation sur la santé au travail, et, notamment, la visite d'embauche. Ce n'est plus le cas, mais les modalités restent à définir et à mettre en place.

## Durée du travail
En raison de la nature spécifique de leur activité, les assistantes maternelles ne sont pas soumises aux dispositions législatives sur la durée du travail et, notamment, la durée légale de 35 heures.
La durée de travail conventionnelle d'une assistante maternelle est donc de 45 heures/semaine (pour une journée de neuf heures). Un contrat peut toutefois prévoir une durée de travail inférieure. Les heures accomplies au-delà de la durée de référence de 45 heures ouvrent donc droit à une majoration de salaire. Il en va de même lorsque la durée contractuelle inférieure à 45 heures est dépassée.
La durée maximale hebdomadaire de travail est de 48 heures calculée sur une moyenne de quatre mois. L'assistante maternelle bénéficie d'un jour de repos par semaine, « de préférence » le dimanche.

## Organisation du travail

### Accueil occasionnel
Il s'agit d'une forme d'accueil "à la demande" pour laquelle l'assistante maternelle est rémunérée sur la base des heures réellement effectuées, à la stricte condition que cet accueil soit de courte durée et sans caractère régulier.

### Accueil régulier
Dans ce cas, la mensualisation se calcule de façon classique, en multipliant la durée hebdomadaire de travail par 52 puis en la divisant par 12.

### Année incomplète
Ce mode de calcul est fréquemment utilisé lorsque l'accueil ne perdure pas pendant l'ensemble de l'année et que l'assistante maternelle cumule des périodes non travaillées supérieures aux 5 semaines légales de congés payés.
C'est notamment le cas lorsque les parents employeurs bénéficient de plus de périodes de vacances (RTT) ou sont enseignants et bénéficient des vacances scolaires dans leur intégralité.
Dans ce cas, la mensualisation se calcule en multipliant la durée hebdomadaire de travail par 52 moins les 5 semaines de congés payés moins le nombre de semaines non travaillées supplémentaires et en divisant le résultat par 12.
Par exemple, si les parents emploient leur assistante maternelle 45 heures par semaine et bénéficient de 3 semaines de RTT par an, on obtient le calcul suivant : 45 x (52 - 5 - 3 = 44)/12 = 165 h/mois.
Avec ce système, lorsque la salariée travaille "normalement", elle est payée pour moins d'heures qu'elle n'effectue réellement, ce qui est compensé par les 3 semaines non travaillées mais payées.

## Rémunération
Sauf dans le cas particulier de l'accueil occasionnel, la mensualisation est obligatoire.
Par dérogation au droit commun, le taux horaire applicable aux assistantes maternelles est au minimum égal à 0,281 smic, soit 3,11 € au 1er août 2022. Ce salaire est majoré de 4 % (3,24 €) si l'assistante maternelle est titulaire du titre professionnel "assistant maternel-garde d'enfant".
Les frais engagés par l'assistante maternelle pour l'accueil de l'enfant à son domicile (matériel de puériculture, jouets, électricité…) sont compensés par une indemnité d'au minimum 2,65 €/jour si la journée d'accueil est de moins de neuf heures et d'au minimum 90 % du minimum garanti (3,55 € au 1er août 2022) si la journée d'accueil est de 9 heures ou plus. Peuvent s'y ajouter d'éventuelles indemnités de repas et d'utilisation d'un véhicule.
Les heures supplémentaires (au-delà de la durée conventionnelle de 45 heures/semaine) font l'objet d'une majoration convenue au contrat de travail. Cette majoration ne peut être inférieure à 10 %
Les heures complémentaires (au-delà de la durée contractuelle si celle-ci est inférieure à 45 heures/semaine) peuvent faire l'objet d'une majoration si celle-ci est prévue au contrat de travail.

## Congés payés
La règlementation portant sur les congés payés est globalement la même pour les assistantes maternelles que pour les autres salariés du secteur privé. Il y a toutefois quelques spécificités.
En matière de fixation des congés payés, lorsque l'assistante maternelle a plusieurs employeurs, ces derniers doivent se concerter afin de définir des dates de vacances convenant à tout le monde. En cas d'échec, c'est alors l'assistante maternelle elle-même qui fixe les dates des congés.
Dans tous les cas (un ou plusieurs employeurs), l'assistante maternelle doit être avisée de ses dates de congé principal d'été au plus tard le 1er mars.
Lorsque l'assistante maternelle est employée en année incomplète, l'indemnisation des congés payés se fait soit en une seule fois au mois de juin, soit lors de la prise du congé principal d'été, soit au fur et à mesure de la prise des congés, comme pour les autres salariés. Dans ce dernier cas, l'indemnité de congés payés vient s'ajouter au salaire mensualisé de la salariée.

## Rupture du contrat de travail
Les règles relatives au licenciement ne s'appliquent pas aux assistantes maternelles. L'employeur doit seulement signifier le retrait de l'enfant à son assistante maternelle par un courrier recommandé. L'employeur n'a pas à donner de motif, mais s'il décide de le faire, ce motif ne doit pas être abusif ou discriminatoire.
En cas de faute grave ou lourde de l'assistante maternelle, la loi comme la convention collective sont muettes sur la procédure à suivre. Les associations de parents employeurs conseillent dans ce cas d'indiquer le motif de la rupture voire de suivre une procédure de licenciement telle que prévue par le Code du travail pour les autres salariés du secteur privé.
L'employeur est tenu de respecter un préavis (huit jours calendaires si l'assistante maternelle a moins de trois mois d'ancienneté, quinze jours si elle a entre trois mois et un an d'ancienneté et un mois dans les autres cas) et de verser une indemnité de rupture égale à 1/80e des salaires bruts perçus depuis le début du contrat, sous réserve que l'assistante maternelle ait une ancienneté d'au moins neuf mois.
L'indemnité de préavis et l'indemnité de rupture ne sont pas dues en cas de faute grave ou lourde de l'assistante maternelle et en cas de retrait ou de suspension par l'administration de son agrément
Le contrat peut être rompu à l'initiative de l'assistante maternelle par une démission (avec les mêmes durées de préavis que pour le retrait de l'enfant).
Les dispositions relatives à la rupture conventionnelle ne sont pas applicables aux assistantes maternelles.

## Dans le monde

### Suisse
En Suisse, la profession est nommée populairement maman de jour mais plus professionnellement « accueil familial de jour ».

### Royaume-Uni
Au Royaume-Uni un assistante maternelle est généralement appelée childminder. C'est le terme couramment utilisé pour désigner une personne agréée qui s'occupe de la garde d'enfants à domicile. 